# Крајовска група
Крајовска група (Квадрилатерала) је пројекат сарадње четири европске државе - Румуније, Бугарске, Грчке и Србије - у циљу унапређења њихове европске интеграције, као и економске, транспортне и енергетске сарадње. Група је формирана на самиту премијера Бугарске, Румуније и Србије, који је одржан 24. априла 2015. године у румунском граду Крајови. На инаугурацијском састанку групе, тадашњи премијер Румуније Виктор Понта указао је да га је инспирисала Вишеградска група. Румунија и Бугарска су се придружиле Европској унији 1. јануара 2007. године, док је Србија у преговорима о приступању од јануара 2014. године. Од октобра 2017. године на састанку у Варни, у Бугарској, уз укључивање Грчке, састанци су били квадрилатерални.
Једна од првих иницијатива, након састанка у Видину, у Бугарској, била је да се ојачају телекомуникационе мреже у пограничним областима земаља. Други циљеви укључују помоћ Србији у придруживању Европској унији и изградњу аутопута који повезује Букурешт, Софију и Београд.
Премијер Бугарске Бојко Борисов је 2. новембра 2018. године изјавио да је премијер Грчке Алексис Ципрас предложио заједничку понуду за ФИФА Светско првенство 2030. године од стране Бугарске, Румуније, Србије и Грчке током састанка у Солуну. Касније, ово је проширено предложеним понудама за УЕФА Еуро 2028 и УЕФА Еуро 2032.